# Imperial Circus Dead Decadence
Imperial Circus Dead Decadence — японская симфоник/мелодик-дэт-метал-группа из Фукуоки, основанная в 2007 году.

## История
Коллектив был сформирован в 2007 году в городе Фукуока. После нескольких смен состава в группу вошли: вокалистка Нацуки, гитарист, вокалист и басист Rib:Y(uhki), гитарист Ким, а также барабанщик Сюхэй Камада. С момента создания Imperial Circus Dead Decadence группу поддерживают различные другие музыканты, такие как Кимико, вокалистка пауэр-метал-группы Bridear или Сюхэй, бывший музыкант visual kei группы Asriel.
В 2008 году группа самостоятельно выпустила свой дебютный альбом Sangeki no Chi ni Akaku Somatta Ai to Zetsubou no Kuroi Shi to ga Tsumugu Saigo no Monogatari.

В 2010 и 2011 годах Imperial Circus Dead Decadence опубликовали EP Haishita Shōjo wa, Haiyoru Konton to Kaikōsu и альбом Kurooshiku Saita Seisan Na Mukuro Wa Kanaderu, Itooshiku Saita Shōjo Wa Seisen No Kotoba Wo Utau соответственно. В 2014 и 2017 годах группа самостоятельно выпустила свои следующие два EP Yomi yori kikoyu, kōkoku no To homura no shōjo и Fushoku Ressentiment, Fushi Yoku no Sarugakuza.
1 июня 2022 года Imperial Circus Dead Decadence выпустили свой третий полноформатный альбом под названием MOGARI — Shi E Fukeru Omoi Wa Rikujoku Sura Kurai, Kanata No Sei Wo Aisuru Tame Ni Inochi Wo Tataeru. Альбом стал первым полноформатным релизом группы за 11 лет.

## Музыкальный стиль
Музыка Imperial Circus Dead Decadence — это смесь различных стилей метала, сочетающая в себе элементы мелодичного дэт-метала, симфонического метала, пауэр-метала, а также металкора и дэткора. В рецензии на альбом на сайте Angrymetalguy.com, Eldritch Elitist описал музыку как «гибрид дэт-метала Chthonic, брутальной симфоники Fleshgod Apocalypse и готического драматизма Cradle of Filth». По словам рецензента Sputnikmusic М. Уордена, «независимо от выбранного жанра, коллектив гарантированно доводит его до высокой скорости, отказываясь снижать интенсивность. Даже безупречно брутальные брейкдауны превращаются в настоящий фестиваль шред-гитар, выдающих уникальные пассажи и взрывные соло, демонстрирующие захватывающее мастерство. Благодаря этой неустанной энергии и непредсказуемости каждая минута музыки звучит невероятно свежо».
Многие песни группы достигают длины 8 минут и более и написаны полностью на японском, либо же на придуманном музыкантами языке под названием тайхайсэкай. Лирика рассказывает концептуальный сюжет, используя жуткие и мрачные фантастические темы.

## Дискография

### Студийные альбомы
- Sangeki no Chi ni Sekiku Somatta Ai to Zetsubou no Kuroi Shitoga Tsumugu Saiga no Monogatari (2008)
- Kurooshiku Saita Seisan Na Mukuro Wa Kanaderu, Itooshiku Saita Shōjo Wa Seisen No Kotoba Wo Utau (2011)
- MOGARI — Shi E Fukeru Omoi Wa Rikujoku Sura Kurai, Kanata No Sei Wo Aisuru Tame Ni Inoti Wo Tataeru. (2022)

### EP
- Haishita Shōjo wa, Haiyoru Konton to Kaikōsu. (2009)
- Yomi yori kikoyu, kōkoku no To homura no shōjo (2014)
- Fushoku Ressentiment, Fushi Yoku no Sarugakuza. (2017)